# 伊魯尼亞
25°46′0″S 55°3′0″W / 25.76667°S 55.05000°W
伊魯尼亞（西班牙語：Iruña），是巴拉圭的城鎮，位於該國東部，由上巴拉那省負責管轄，距離亞松森386公里，面積531平方公里，海拔高度290米，2002年人口4,710，人口密度每平方公里8.87人。